# Premis Oscar de 1975
Els Premis Oscar de 1975 (en anglès: 48th Academy Awards) foren presentats el 29 de març de 1976 en una cerimònia realitzada al Dorothy Chandler Pavilion de Los Angeles.
En aquesta edició actuaren de presentadors Walter Matthau, Robert Shaw, George Segal, Goldie Hawn i Gene Kelly.

## Curiositats
La pel·lícula més nominada de la nit fou Algú va volar sobre el niu del cucut de Milos Forman amb nou nominacions, i va esdevenir la més guardonada a l'aconseguir cinc premis. Cal destacar que va aconseguir en les cinc principals categories: millor pel·lícula, director, actor imactriu principals i guió adaptat. Aquest fet només havia passat amb Va succeir una nit de Frank Capra (1934) i tornarà a succeir amb El silenci dels anyells de Jonathan Demme (1991).
L'actriu francesa Isabelle Adjani aconseguí una nominació a millor actriu per la seva interpretació a L'Histoire d'Adèle H. de François Truffaut, convertint-se en l'actriu més jove en aconseguir aquest fet. Per la seva banda George Burns, amb 80 anys, es convertí en l'actor més veterà en ser nominat i guanyar en qualsevol categoria d'actors, en aquest cas gràcies a la seva victòria com a millor actor secundari per The Sunshine Boys de Herbert Ross.
Jaws de Steven Spielberg aconseguí guanyar totes les seves nominacions exceptuant la de millor pel·lícula, un fet que repetí el 2000 Traffic de Steven Soderbergh. Cal destacar que Jaws és una de les poques pel·lícules nominades a millor pel·lícula però no a millor director, actor/actriu o guió.

## Premis
| Millor pel·lícula | Millor direcció |
| --- | --- |
| - Algú va volar sobre el niu del cucut (Michael Douglas i Saul Zaentz per United Artists) - Barry Lyndon (Stanley Kubrick per Warner Bros.) - Jaws (Richard D. Zanuck i David Brown per Universal Pictures) - Nashville (Robert Altman per Paramount Pictures) - Tarda negra (Martin Bregman i Martin Elfand per Warner Bros.) | - Miloš Forman per Algú va volar sobre el niu del cucut - Robert Altman per Nashville - Federico Fellini per Amarcord - Stanley Kubrick per Barry Lyndon - Sidney Lumet per Tarda negra |
| Millor actor | Millor actriu |
| - Jack Nicholson per Algú va volar sobre el niu del cucut com a Randle Patrick McMurphy - Walter Matthau per The Sunshine Boys com a Willy Clark - Al Pacino per Tarda negra com a Sonny Wortzik - Maximilian Schell per The Man in the Glass Booth com a Arthur Goldman - James Whitmore per Give 'em Hell, Harry! com a Harry S. Truman | - Louise Fletcher per Algú va volar sobre el niu del cucut com a Infermera Mildred Ratched - Isabelle Adjani per L'Histoire d'Adèle H. com a Adèle Hugo/Adèle Lewry - Ann-Margret per Tommy com a Nora Walker - Glenda Jackson per Hedda com a Hedda Gabler - Carol Kane per Hester Street com a Gitl |
| Millor actor secundari | Millor actriu secundària |
| - George Burns per The Sunshine Boys com a Al Lewis - Brad Dourif per Algú va volar sobre el niu del cucut com a Billy Bibbit - Burgess Meredith per El dia de la llagosta com a Harry Greener - Chris Sarandon per Tarda negra com a Leon - Jack Warden per Xampú com a Lester Karpf | - Lee Grant per Xampú com a Felicia Karpf - Ronee Blakley per Nashville com a Barbara Jean - Sylvia Miles per Adéu, nena com a Jessie Halstead Florian - Lily Tomlin per Nashville com a Linnea Reese - Brenda Vaccaro per Once Is Not Enough com a Linda Riggs |
| Millor guió original | Millor guió adaptat |
| - Frank Pierson per Tarda negra - Federico Fellini i Tonino Guerra per Amarcord - Ted Allan per Lies My Father Told Me - Claude Lelouch i Pierre Uytterhoeven per Toute une vie - Warren Beatty i Robert Towne per Xampú | - Bo Goldman i Laurence Hauben per Algú va volar sobre el niu del cucut (sobre hist. Ken Kesey) - Stanley Kubrick per Barry Lyndon (sobre hist. William Makepeace Thackeray) - John Huston i Gladys Hill per L'home que volia ser rei (sobre hist. Rudyard Kipling) - Ruggero Maccari i Dino Risi per Profumo di donna (sobre hist. Giovanni Arpino) - Neil Simon per The Sunshine Boys (sobre obra teatre pròpia)          |
| Millor pel·lícula de parla no anglesa | |
| - Dersu Uzala d'Akira Kurosawa (Unió Soviètica) - Actas de Marusia de Miguel Littín (Mèxic) - Profumo di donna de Dino Risi (Itàlia) - Sandakan 8 de Kei Kumai (Japó) - Ziemia obiecana d'Andrzej Wajda (Polònia) | |
| Millor banda sonora (dramàtica) | Millor banda sonora - Cançons o adaptació |
| - John Williams per Jaws - Jack Nitzsche per Algú va volar sobre el niu del cucut - Gerald Fried per Birds Do It, Bees Do It - Alex North per Mossega la bala - Jerry Goldsmith per El vent i el lleó | - Leonard Rosenman per Barry Lyndon - Peter Matz per Funny Lady - Pete Townshend per Tommy |
| Millor cançó original | Millor fotografia |
| - Keith Carradine per Nashville ("I'm Easy")' - John Kander (música); Fred Ebb (lletra) per Funny Lady ("How Lucky Can You Get?") - Michael Masser (música); Gerry Goffin (lletra) per Mahogany ("Theme from Mahogany (Do You Know Where You're Going To)") - Charles Fox (música); Norman Gimbel (lletra) per The Other Side of the Mountain ("Richard's Window") - George Barrie (música); Sammy Cahn (lletra) per Whiffs ("Now That We’re In Love") | - John Alcott per Barry Lyndon - Bill Butler i Haskell Wexler per Algú va volar sobre el niu del cucut - Conrad Hall per The Day of the Locust - James Wong Howe per Funny Lady - Robert L. Surtees per The Hindenburg |
| Millor direcció artística | Millor vestuari |
| - Ken Adam; Roy Walker i Vernon Dixon per Barry Lyndon - Edward Carfagno; Frank R. McKelvy per The Hindenburg - Alexandre Trauner; Tony Inglis i Peter James per L'home que volia ser rei - Albert Brenner; Marvin March per The Sunshine Boys - Richard Sylbert i W. Stewart Campbell; George Gaines per Xampú | - Milena Canonero i Ulla-Britt Söderlund per Barry Lyndon - Edith Head per L'home que volia ser rei - Ray Aghayan i Bob Mackie per Funny Lady - Yvonne Blake i Ron Talsky per Els quatre mosqueters - Karin Erskine i Henny Noremark per Trollflöjten |
| Millor muntatge | Millor so |
| - Verna Fields per Jaws - Richard Chew, Sheldon Kahn i Lynzee Klingman per Algú va volar sobre el niu del cucut - Russell Lloyd per L'home que volia ser rei - Dede Allen per Tarda negra - Don Guidice i Fredric Steinkamp per Three Days of the Condor | - John Carter, Roger Heman Jr, Robert Hoyt i Earl Madery per Jaws - Don MacDougall, Richard Portman, Jack Solomon i Curly Thirlwell per Funny Lady - Les Fresholtz, Al Overton, Jr., Arthur Piantadosi i Richard Tyler per Mossega la bala - John A. Bolger, Jr., John L. Mack, Leonard Peterson i Don Sharpless per The Hindenburg - Roy Charman, William McCaughey, Aaron Rochin i Harry W. Tetrick per El vent i el lleó |
| Millor documental | Millor curtmetratge documental |
| - The Man Who Skied Down Everest de F.R. Crawley, James Hager i Dale Hartleben - The California Reich de Walter F. Parkes i Keith Critchlow - Fighting for Our Lives de Glen Pearcy - The Incredible Machine d'Irwin Rosten - The other Half of the Sky: A China Memoir de Shirley MacLaine | - The End of the Game de Claire Wilbur i Robin Lehman - Arthur and Lillie d'Jon Else, Steven Kovacs i Kristine Samuelson - Millions of Years Ahead of Man de Manfred Baier - Probes in Space de George Casey - Whistling Smith de Barrie Howells i Michael J.F. Scott |
| Millor curtmetratge | Millor curtmetratge d'animació |
| - Angel and Big Joe de Bert Salzman - Conquest of Light de Louis Marcus - Dawn Flight de Lawrence M. Lansburgh i Brian Lansburgh - A Day in the Life of Bonnie Consolo de Barry Spinello - Doubletalk de Alan Beattie | - Great de Bob Godfrey - Kick Me de Robert Swarthe - Monsieur Pointu de Bernard Longpré i André Leduc - Sisyphus de Marcell Jankovics |

## Oscar Especial
- Peter Berkos per The Hindenburg (pels efectes de so)
- Albert Whitlock i Glen Robinson per The Hindenburg (pels efectes visuals)

## Premi Honorífic
- Mary Pickford - en reconeixement de les seves contribucions úniques a la indústria del cinema i el seu desenvolupament com a mitjà artístic. [estatueta]

## Premi Irving G. Thalberg
- Mervyn LeRoy

## Premi Humanitari Jean Hersholt
- Jules C. Stein

## Presentadors
| Nom                                  |                                                                                      |
| ------------------------------------ | ------------------------------------------------------------------------------------ |
| Hank Simms                           | Anunciador dels premis                                                               |
| Ray Bolger                           | Introductor al President de l'Acadèmia                                               |
| Walter Mirisch (president AMPAS)     | Obertura i benvinguda                                                                |
| Joel Grey Madeline Kahn              | Millor actriu secundària                                                             |
| Robert Blake                         | Premis Especials                                                                     |
| Marisa Berenson O. J. Simpson        | Millors curtmetratges                                                                |
| Margaux Hemingway Roy Scheider       | Millor so                                                                            |
| Beau Bridges Marilyn Hassett         | Millors documentals                                                                  |
| Charlton Heston                      | Premi Humanitari Jean Hersholt                                                       |
| Anthony Hopkins Charlotte Rampling   | Millor direcció artística                                                            |
| Telly Savalas Jennifer O'Neill       | Millor vestuari                                                                      |
| Linda Blair Ben Johnson              | Millor actor secundari                                                               |
| Rod McKuen Marlo Thomas              | Millor música original i adaptació                                                   |
| Stockard Channing Billy Dee Williams | Millor fotografia                                                                    |
| Isabelle Adjani Elliott Gould        | Millor muntatge                                                                      |
| Jacqueline Bisset Jack Valenti       | Millor pel·lícula de parla no anglesa                                                |
| Burt Bacharach Angie Dickinson       | Millor cançó                                                                         |
| William Friedkin                     | Premi Irving G. Thalberg                                                             |
| Diane Keaton William Wyler           | Millor director                                                                      |
| Gore Vidal                           | Millor guió original i guió adaptat                                                  |
| Walter Mirisch                       | Premi Honorífic a Mary Pickford                                                      |
| Charles Bronson Jill Ireland         | Millor actriu                                                                        |
| Art Carney                           | Millor actor                                                                         |
| Audrey Hepburn                       | Millor pel·lícula                                                                    |
| Elizabeth Taylor                     | Introducció a la interpretació de "America the Beautiful" per part de Spirit of Troy |

### Actuacions
| Nom               | Paper                        | Peça                                                                  |
| ----------------- | ---------------------------- | --------------------------------------------------------------------- |
| John Williams     | Arranjador musical Conductor | Orquestra                                                             |
| Ray Bolger        | Interpreta                   | "Hollywood Honors Its Own"                                            |
| Keith Carradine   | Interpreta                   | "I'm Easy" de Nashville                                               |
| Bernadette Peters | Interpreta                   | "How Lucky Can You Get" de Funny Lady                                 |
| Steve Lawrence    | Interpreta                   | "Now That We're in Love" de Whiffs                                    |
| Kelly Garrett     | Interpreta                   | "Richard's Window" de The Other Side of the Mountain                  |
| Diana Ross        | Interpreta                   | "Theme from Mahogany (Do You Know Where You're Going To)" de Mahogany |
| Spirit of Troy    | Interpreten                  | "America the Beautiful/That’s Entertainment!" (instrumental)          |

## Múltiples nominacions i premis
| Les següents pel·lícules van rebre diverses nominacions: - 9 nominacions: Algú va volar sobre el niu del cucut - 7 nominacions: Barry Lyndon - 6 nominacions: Tarda negra - 5 nominacions: Funny Lady i Nashville - 4 nominacions: The Hindenburg, Jaws, L'home que volia ser rei, The Sunshine Boys i Xampú - 2 nominacions: Amarcord, The Day of the Locust, Mossega la bala, Profumo di donna, Tommy i El vent i el lleó | Les següents pel·lícules van rebre més d'un premi: - 5 premis: Algú va volar sobre el niu del cucut - 4 premis: Barry Lyndon - 3 premis: Jaws |